# Setodes gangaja
Setodes gangaja är en nattsländeart som beskrevs av Gordon och Schmid 1987. Setodes gangaja ingår i släktet Setodes och familjen långhornssländor. Inga underarter finns listade i Catalogue of Life.